# Гараган (Луїзіана)
Гараган (англ. Harahan) — місто (англ. city) в США, в окрузі Джефферсон штату Луїзіана. Населення — 9116 осіб (2020).

## Географія
Гараган розташований за координатами 29°56′11″ пн. ш. 90°12′10″ зх. д. / 29.93639° пн. ш. 90.20278° зх. д. (29.936366, -90.202659).  За даними Бюро перепису населення США в 2010 році місто мало площу 6,46 км², з яких 5,21 км² — суходіл та 1,25 км² — водойми.

## Демографія
Згідно з переписом 2010 року, у місті мешкало 9277 осіб у 3864 домогосподарствах у складі 2564 родин. Густота населення становила 1436 осіб/км².  Було 4145 помешкань (642/км²).
Расовий склад населення:
| - 94,4 % — білих - 2,2 % — чорних або афроамериканців - 1,0 % — азіатів - 0,5 % — корінних американців |

До двох чи більше рас належало 0,9 %. Частка іспаномовних становила 4,4 % від усіх жителів.
За віковим діапазоном населення розподілялося таким чином: 19,0 % — особи молодші 18 років, 61,7 % — особи у віці 18—64 років, 19,3 % — особи у віці 65 років та старші. Медіана віку мешканця становила 45,6 року. На 100 осіб жіночої статі у місті припадало 89,5 чоловіків;  на 100 жінок у віці від 18 років та старших — 86,2 чоловіків також старших 18 років.
Середній дохід на одне домашнє господарство  становив 78 570 доларів США (медіана — 60 926), а середній дохід на одну сім'ю — 100 291 долар (медіана — 83 241). Медіана доходів становила 56 429 доларів для чоловіків та 37 063 долари для жінок. За межею бідності перебувало 10,3 % осіб, у тому числі 17,9 % дітей у віці до 18 років та 7,2 % осіб у віці 65 років та старших.
Цивільне працевлаштоване населення становило 4859 осіб. Основні галузі зайнятості: освіта, охорона здоров'я та соціальна допомога — 22,2 %, будівництво — 11,4 %, науковці, спеціалісти, менеджери — 9,1 %, роздрібна торгівля — 8,9 %.